# Попович, Душан (футболист)
Душан Попович (серб. Душан Поповић / Dušan Popović, род. 20 апреля 1981, Неготин, Заечар) ― сербский футболист, нападающий. Победитель Премьер лиги Боснии и Герцеговины.

## Биография
Душан Попович родился 20 апреля 1981 года в городе Неготин. Начал карьеру в клубе «Напредак». В 2002 году перешёл в команду второго по силе дивизиона Сербии и Черногории «Тимок». В январе 2004 года был отправлен в аренду в клуб Австрийской бундеслиги «Адмира Ваккер Мёдлинг». Летом 2004 года Поповича подписал украинский футбольный клуб «Волынь». В 2008 году Душан Попович играл за клуб Премьер лиги Боснии и Герцеговины ― «Модрича», с которым выиграл Боснийскую Премьер лигу, а также вместе с клубом участвовал в розыгрыше Лиги Чемпионов УЕФА 2008/2009. В 2009 году Попович перешёл в клуб Албанской суперлиги ― «Бюлис». В 2012 году он перешёл в другой клуб Албанской суперлиги ― Аполония. В 2015 году перешёл в клуб Канадской суперлиги ― «Милтон СК» из одноимённого города.

## Статистика выступлений
| Клуб          | Выходов на поле | Голов забито |
| ------------- | --------------- | ------------ |
| Адмира Ваккер | 2               | 0            |
| Волынь        | 1               | 0            |
| Модрича       | 17              | 0            |
| Бюлис         | 36              | 3            |
| Аполония      | 7               | 0            |
| Милтон СК     | 20              | 4            |
| Всего: 6      | Всего: 83       | Всего: 7     |